# Награда Оскар престижа
Награда „Оскар престижа" је признање које Удружење новинара Србије уручује најбољим фирмама у области ауто-привреде. 2006. године, награде којих је било двадест и једна су уручене по четрнаести пут. Међу учесницима су били и амерички, руски и кинески произвођачи, а међу добитницима „Икарбус“, „Ласта“, „Порше“ и други...